# Ommatius gladiatus
Ommatius gladiatus är en tvåvingeart som beskrevs av Scarbrough 2002. Ommatius gladiatus ingår i släktet Ommatius och familjen rovflugor. Inga underarter finns listade i Catalogue of Life.